# Olivier Dartigolles
Olivier Dartigolles, né le 27 août 1970 à Bordeaux, est un homme politique français, qui fut conseiller municipal d'opposition à Pau de 2008 à 2024 et porte-parole du Parti communiste français de 2006 à 2018.
Il a par ailleurs été chroniqueur chaque semaine dans plusieurs médias du groupe Bolloré entre 2019 et 2025, en particulier Europe1 et CNews.

## Biographie

### Études et famille
Olivier Dartigolles est le fils d'une sage-femme, déléguée syndicale à la CGT, qui a élevé seule ses deux fils, et le petit-neveu de Jean Lafourcade, conseiller général communiste et ancien déporté à Dachau pendant la seconde guerre mondiale. Titulaire d'un DEA obtenu en 1994 à l'université Bordeaux-Montaigne,, Olivier Dartigolles est enseignant en histoire.

### Parcours politique

#### Au sein du PCF
Adhérent au Parti communiste français (PCF) en 1987 et professeur d'histoire dans le secondaire, il ne s'engage vraiment qu'en 1999 quand il est muté dans un lycée agricole et repéré par le secrétaire départemental des Pyrénées-Atlantiques, qui en fait son successeur, un permanent à mi-temps, et un membre du conseil national, dès le congrès de 2000.
Jean-François Gau, ex-collaborateur direct de Georges Marchais puis de la ministre des sports Marie-Georges Buffet, l'a fait "monter" au comité exécutif national lors du congrès ordinaire suivant, puis dans l'entourage de la numéro un du PCF. 
Il parvient à « couper les ponts avec le PS » de la région, en « présentant une liste autonome du PCF aux régionales de 2004 », menée par Annie Guilhamet, qui obtient 4,3% des voix, tandis que lui obtient 4,6% dans le canton de Pau-Ouest
Il est chargé des questions relatives à la jeunesse en 2005-2006, au moment du mouvement contre le contrat première embauche (CPE) et de la victoire du « non » au référendum sur le traité établissant une Constitution pour l'Europe, y consacrant un livre Journal de campagne du non… et autres considérations.
En décembre 2006, il a pour mission de défendre sa patronne face à l'adjointe au maire de Paris Clémentine Autain et aux Ecologistes, dans la course pour la candidature unitaire de la gauche antilibérale à la présidentielle 2007, affrontant à la tribune de la grande halle de sport de l'Ile-Saint-Denis les huées des centaines de militants des collectifs antilibéraux, un souvenir "affreux" pour lui, d'autant que la "candidature unitaire" prévue devient trois candidats (Verts, PCF et José Bové) à la présidentielle 2007.  Marie-George Buffet n'y réalisant que 1,93%, il se dit  en septembre prêt à envisager "l'après-Marie-George" via le congrès extraordinaire de décembre 2007, assurant dans un article élogieux du Monde disposer d'une trentaine de secrétaires fédéraux "qui comptent" et de la moitié de la direction.
Marie-George Buffet obtient finalement une large majorité au congrès de 2008, 
et ce sera son bras-droit Pierre Laurent qui lui succèdera en 2010. Olivier Dartigolles est lui élu à la direction collégiale, chargé de la communication, la presse et les médias et reste porte-parole,, conservant ces fonctions jusqu'en 2018, puis devenant chroniqueur dans les médias en 2019.

#### Conseiller municipal
Aux municipales de mars 2008, il est élu à Pau, sur la liste victorieuse de Martine Lignières-Cassou (PS). Aux suivantes en 2014, il mène une liste autonome du PCF, sixième du premier tour avec 5,32 %, fusionnant au second avec celle du socialiste David Habib. Il reste ainsi conseiller municipal et communautaire, dans l'opposition à François Bayrou, qui vient d'être élu maire. En juin 2020, désormais 5e sur la liste d'union « Pau en commun » de Jérôme Marbot (PS), il est à nouveau réélu . 
Il renonce à son mandat de conseiller municipal en 2024 pour se recentrer sur son activité médiatique à Paris, qui s’est développée: « je ne suis plus un acteur mais un chroniqueur, un éditorialiste », indique-t-il.

### Parcours médiatique

#### Chroniqueur régulier de CNews et Europe1
Olivier Dartigolles a été chroniqueur de l’ émission-débat L'Heure des pros, animée par Pascal Praud sur la chaîne CNews, acquise en 2014 par le groupe Bolloré. L'émission est diffusée d'abord quotidiennement du lundi au vendredi, puis deux fois par jour à partir de 2019, du lundi au vendredi. Il y intervient d'abord tous les mardis matins de 9H à 10H30, prestation pour laquelle il n'est "pas rémunéré" car présent "en tant que membre de la direction nationale du PCF". Sa dernière apparition sur le site de L'Humanité comme "porte-parole national du PCF", remonte cependant à septembre 2016. On "peut avoir un véritable temps d'échanges" dans cette émission, fait-il valoir en 2019.
A partir de 2024, il exerce comme chroniqueur également sur Europe 1, radio rachetée par le groupe Bolloré en 2021, et Sud Radio.

#### Incidents en 2023-2024 et départ pour Fun Radio et W9
A partir de 2023 il est victime de plusieurs incidents dans L'heure des pros, au cours desquels il se plaint de ne pouvoir "jamais terminer", l'animateur Pascal Praud le coupant au prétexte qu'il "raconte n’importe quoi". 
Début octobre 2023, lors d'un débat sur l'IVG, un "échange a rapidement viré au clash", au sujet de la posture adoptée "souvent" par "les gens de gauche" selon Pascal Praud. 
Le 25 février 2025, Pascal Praud lui demande de réagir à l'éviction de RTL du journaliste Jean-Michel Aphatie après ses propos comparant les exactions lors de la conquête de l'Algérie au milieu du XIXème siècle au massacre d'Oradour-sur-Glane. Dartigolles accepte de condamner Apathie mais souhaite aussi parler ce ces exactions du XIXème siècle et "à peine ces mots prononcés, l'avocat Gilles-William Goldnadel a manifesté son mécontentement, n'appréciant visiblement pas que ce sujet soit évoqué", amenant Pascal Praud à tenter de "couper la parole" à Olivier Dartigolles en jugeant ses propos "insupportables" et en lui reprochant d'"atténuer la parole de monsieur Aphatie". "Si c'est insupportable, je quitte ce plateau ! Je ne peux pas terminer une phrase !" menace alors Olivier Dartigolles.
Le 5 juin 2025, il annonce quitter CNews et Europe 1 pour suivre Cyril Hanouna en "étant présent chaque jour, la saison prochaine, dans ses nouvelles émissions sur Fun Radio et sur W9".

### Candidature aux législatives et régionales de 2012 à 2017

#### Législatives de 2012
Olivier Dartigolles est pour la première fois candidat aux élections législatives en en 2012, sous l'étiquette du Front de gauche, dans la 1re circonscription des Pyrénées-Atlantiques, où il recueille 8,8 % des voix. Il avait été quelques semaines plus tôt co-directeur, avec François Delapierre, de la campagne du candidat du Front de gauche, Jean-Luc Mélenchon pour l'élection présidentielle de 2012,, en tant que représentant du PCF, qui soutenait la candidature Mélenchon.

#### Législatives de 2017
Il est à nouveau candidat aux élections législatives de 2017, n'obtenant cette fois plus que 4,6 % des voix.

#### Régionales de 2015
En juin 2015, il est désigné par les communistes de la nouvelle grande région Aquitaine-Limousin-Poitou-Charentes pour être leur chef de file lors des élections régionales des 6 et 13 décembre 2015,, puis désigné tête de liste régionale de la liste du Front de gauche, L’Humain d’abord. La liste, qui arrive en cinquième position, n'obtient que 4,85 % des suffrages, ne passant donc pas la barre des 5 % et ne pouvant ainsi pas fusionner avec la liste d'Alain Rousset. Elle totalise 100 390 suffrages contre plus de 129 000 en 2010 sur l'ensemble de la région. Le recul est le plus net en Limousin, avec des chutes de 6,47 % en Corrèze, 4,58 % en Creuse et 4,90 % en Haute-Vienne, alors que la liste du Front de gauche y obtenait plus de 13 % en 2010.
Sur le département des Pyrénées-Atlantiques, il n'obtient que 4,64 %, en recul de 0,27 point par rapport à 2010. Il obtient 5,23 % sur la ville de Pau, où il est conseiller municipal depuis 2008, en cinquième position et en recul de 0,49 point par rapport à 2010.

#### Non-candidatures aux scrutins suivants
Après son échec aux législatives de 2017, Olivier Dartigolles n'est plus candidat à aucune élection, hormis sa réélection en 2020 comme conseiller municipal d'opposition sur la liste menée par un socialiste.

## Plainte pour diffamation
En 2019, Olivier Dartigolles est assigné en diffamation par le mouvement d'extrême droite Génération identitaire après l'avoir relié, lors d'une émission de télévision, à une série de dégradations et tags racistes et anti-migrants à Pau et dans l’agglomération paloise. Relaxé au pénal, il est néanmoins condamné au civil à 500 euros de dommages et intérêts.

## Publications
- Journal de campagne du non et autres considérations, éditeur : Les Nouvelles des Pyrénées Atlantiques, 2005,  (ISBN 2-9524821-0-1)
- Blog à part, chronique engagée d'une époque cruelle, éditeur : Arcane 17 Association, 2010,  (ISBN 9782918721079)
- François Moncla, Récits de vie et d'ovalie, éditeur : Arcane 17 Association, 2016,  (ISBN 978-2918721543)
- Macron, entreprise de démolition : Forces, failles et supercheries, Editions de l'Atelier, 2018, 141 p.,  (ISBN 978-2708245624)
- Marseille me manque : un ex-flic se livre, La Déviation, 2020, 88 p.,  (ISBN 979-1096373284)